# تيبور فيشر
تيبور فيشر (بالإنجليزية: Tibor Fischer)‏‏ (15 نوفمبر 1959 في ستوكبورت - ) كاتب، وصحفي، وروائي من المملكة المتحدة.

## الجوائز
- زميل في الجمعية الملكية للأدب

## روابط خارجية
- تيبور فيشر على موقع IMDb (الإنجليزية)